# Centaurea epapposa
Centaurea epapposa — вид квіткових рослин айстрових (Asteraceae). Ареал: Сербія, Косово, Болгарія.